# Stig Norin
Stig Ingvar Lennart Norin, född 17 juni 1945 i Helsingborg, är en svensk teolog, professor emeritus i Gamla Testamentets exegetik vid Uppsala universitet. 
Norin tog studentexamen vid gossläroverket i Helsingborg 1964, blev filosofie kandidat vid Lunds universitet 1969 och teologie kandidat 1970. Norin prästvigdes för Svenska kyrkan 1971 efter studier vid Lunds universitet. Där blev han teologie doktor 1977 och docent 1978. Han var universitetslektor i Lund 1986-1994. Han utnämndes till professor i Gamla testamentets exegetik vid Uppsala universitet 1994 och blev emeritus 2012.  Norin är författare till ett flertal böcker och artiklar. Han är ledamot av Nathan Söderblom-Sällskapet.